# Sugarcult
Sugarcult és un grup de pop punk fundat el 1997, originari de Santa Barbara (Califòrnia). El nom Sugarcult prové d'un grup de lesbianes que vivien al davant del cantant, Tim Pagnotta.
La banda està composta per:
- Tim Pagnotta: Veu, guitarra rítmica
- Kenny Livingston: Bateria
- Airin Older: Baix, segones veus
- Marko 72: Guitarra elèctrica

Tim va conèixer l'exbateria Ben Davis en un pati entre hores del col·legi: Ben (que llavors tocava el baix) i Tim tocaven junts per fer passar el temps, fins que el Tim va invitar Airin Older, un noi de la seva classe, a tocar amb ells, i va acceptar. Ben va canviar-se per la bateria i Airin es va dedicar al baix. Marko 72 també es va integrar en el grup amb la seva guitarra després de conèixer el Tim en un concert.
Després que Sugarcult posés el disc Start Static a la venda, la gent va adonar-se de què el Ben faltava molt en el grup. I al final va deixar el grup oficialment el 2003. L'actual bateria Kenny Livingston el va substituir.

## Discografia
- Eleven (1999)
- Wrap Me Up In Plastic (2000)
- Start Static (2001)
- Palm Trees and Power Lines (2004)
- Back To The Disaster (2006)
- Lights Out (2006)

## Singles
- "Stuck In America" (Sept./Oct. 2001)
- "Bouncing Off the Walls" (Marzo 2002)
- "Pretty Girl (The Way)" (Septiembre 2002)
- "Memory" (Abril 2004)
- "She's the Blade" (Septiembre 2004)
- "Do It Alone" (Octubre 2006)

### Components
- Tim Pagnotta - Vocalista/Guitarra
- Marko 72 - Guitarra
- Kenny Livingston - Batería
- Airin Older - Bajo

### Exmembres
- Ben Davis - Batería